# Johann Günther II. (Schwarzburg-Sondershausen)
Johann Günther II. von Schwarzburg-Sondershausen (* 3. Mai 1577 in Sondershausen; † 16. Dezember 1631 ebenda) regierte zwischen 1599 und 1631 als Graf von Schwarzburg-Sondershausen.

## Leben
Graf Johann Günther II. war ein Sohn des Grafen Johann Günther I. von Schwarzburg-Sondershausen (1532–1586) und dessen Gemahlin Gräfin Anna (1539–1579), Tochter des Grafen Anton I. von Oldenburg-Delmenhorst.
Bei dem Tod seines Vaters war er wie auch seine Brüder noch unmündig und unterstanden deshalb der Vormundschaft ihrer Oheime, den Grafen Johann VII. (1540–1603) und Anton II. (1550–1619) von Oldenburg. Ab 1593 regierte Johann Günther II. gemeinschaftlich mit seinen Brüdern Günther XLII., Anton Heinrich und Christian Günther I.
In ihre Regierungszeit fielen die Verheerungen des Dreißigjährigen Krieges, unter denen die Grafschaft, besonders Arnstadt und Umgebung, durch Einquartierungen und andere Kriegslasten sehr zu leiden hatte.
Johann Günther II. starb 1631, er blieb unverheiratet und ohne Nachkommen.